# Oklahoma (Pensilvania)
Oklahoma es un borough ubicado en el condado de Westmoreland en el estado estadounidense de Pensilvania. En el año 2000 tenía una población de 915 habitantes y una densidad poblacional de 476.1 personas por km².

## Geografía
Oklahoma se encuentra ubicado en las coordenadas 40°34′54″N 79°34′29″O / 40.58167, -79.57472.

## Demografía
Según la Oficina del Censo en 2000 los ingresos medios por hogar en la localidad eran de $38,667 y los ingresos medios por familia eran $41,477. Los hombres tenían unos ingresos medios de $35,313 frente a los $23,750 para las mujeres. La renta per cápita para la localidad era de $17,547. Alrededor del 6.7% de la población estaba por debajo del umbral de pobreza.